# Pfarrkirche Sulz (Vorarlberg)

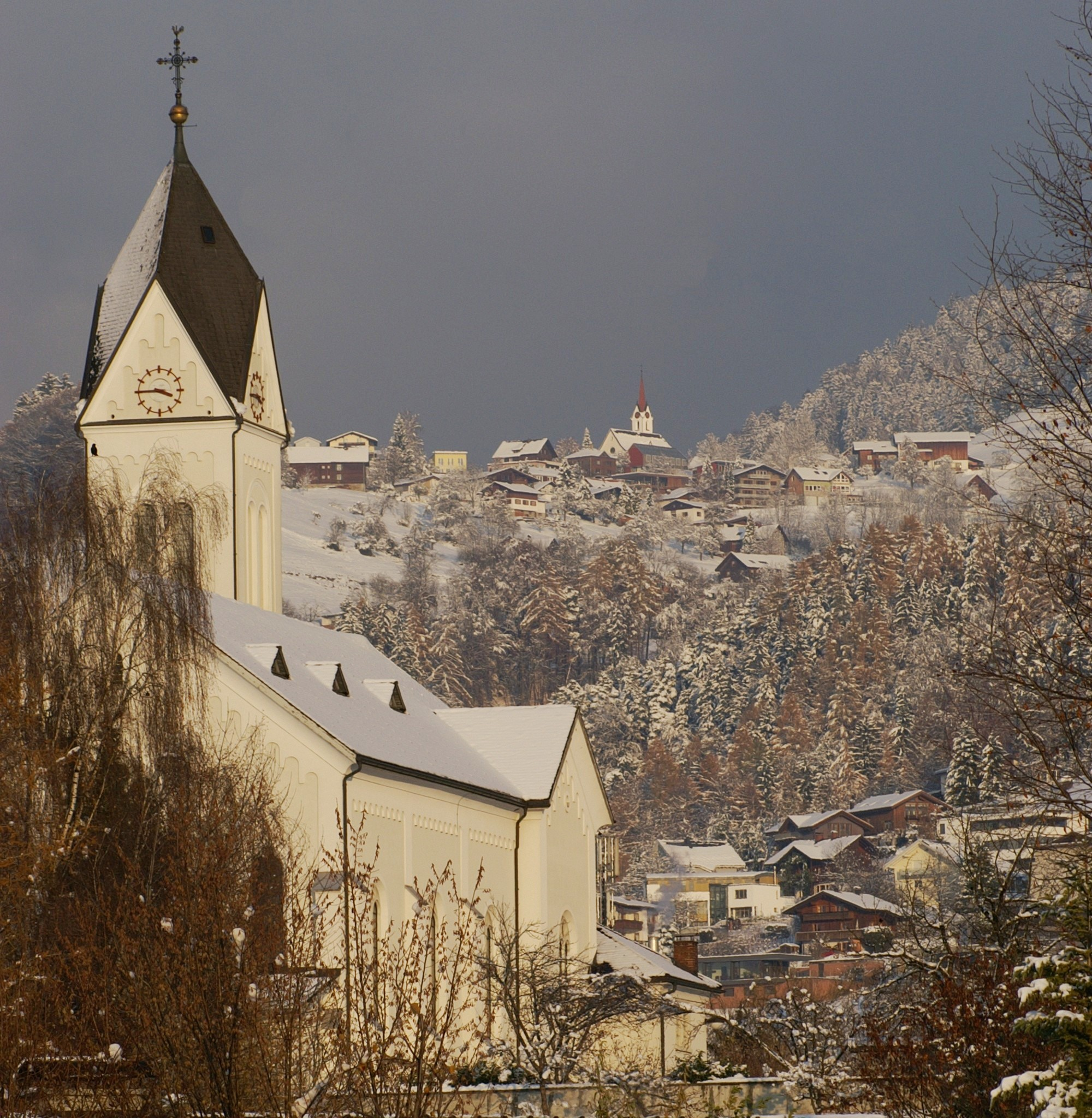
Kath. Pfarrkirche hl. Georg in Sulz, oben im Hintergrund die Pfarrkirche Dafins

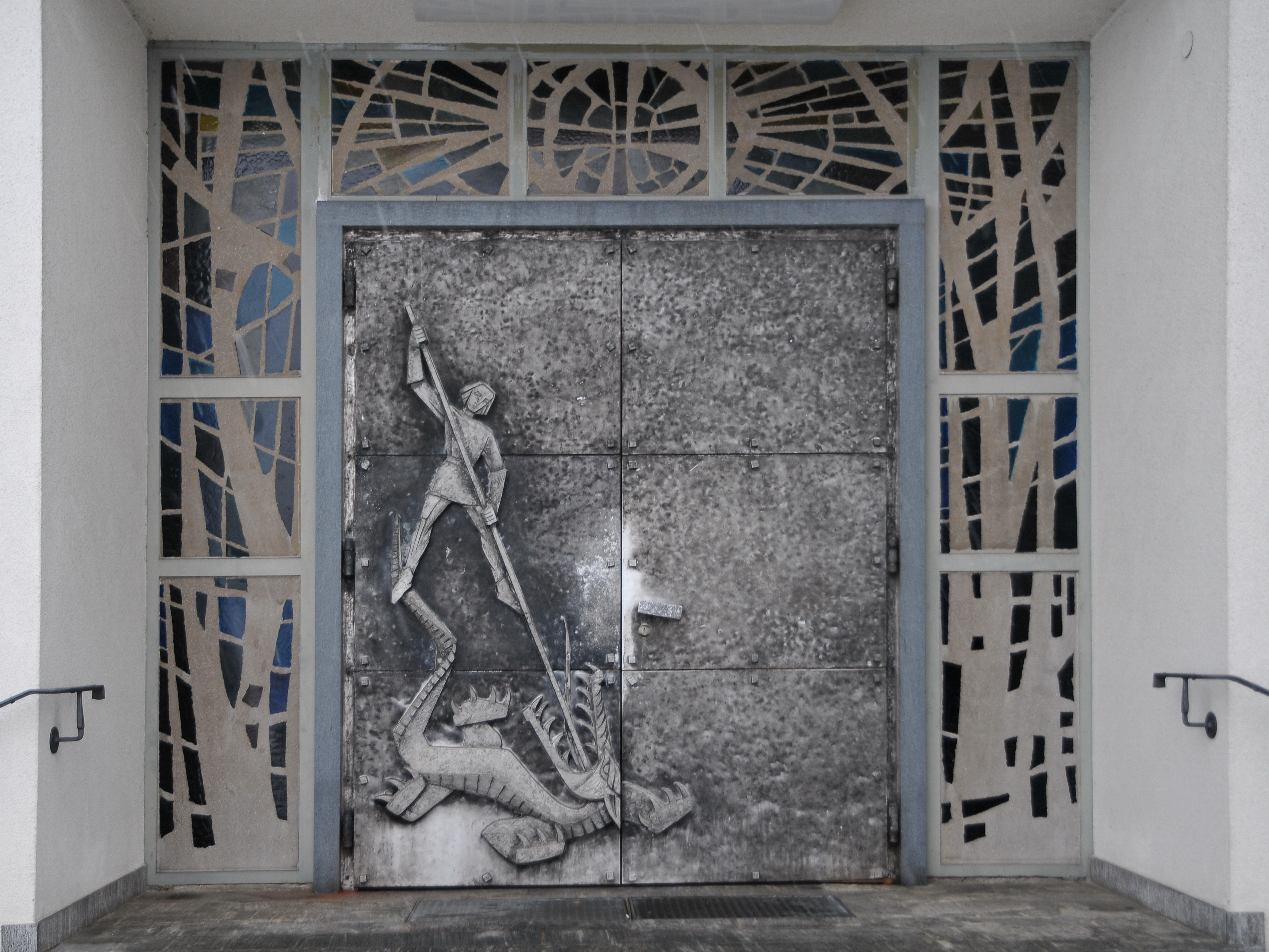
Hauptportal mit einem Relief Georg tötet den Drachen

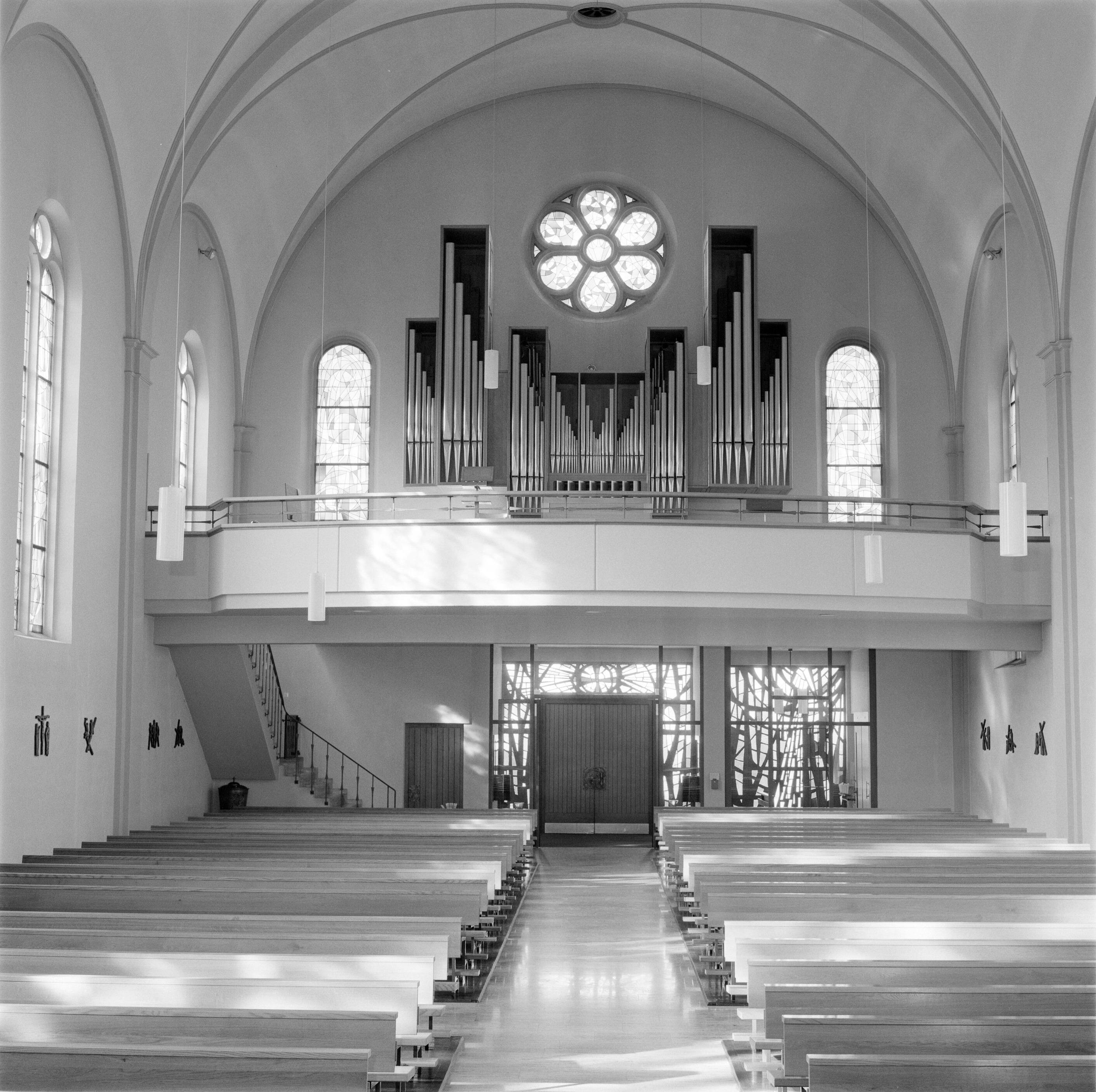
Orgelaufnahme vom Oktober 1984

Die römisch-katholische Pfarrkirche Sulz steht auf dem Kirchhügel in der Gemeinde Sulz im Bezirk Feldkirch in Vorarlberg. Die auf den heiligen Georg geweihte Pfarrkirche gehört zum Dekanat Rankweil der Diözese Feldkirch. Die Kirche steht unter Denkmalschutz (Listeneintrag).

## Geschichte
Die ursprüngliche Filiale der Liebfrauenbergkirche in Rankweil wurde 1460 eine Kaplanei und 1843 zur Pfarre. In der Mitte des 15. Jahrhunderts bestand eine Georgskapelle. Im Ende des 17. Jahrhunderts wurde ein Neubau errichtet. 1831 wurde die Kirche mit Baumeister Fleisch vergrößert. 1903/1904 wurde nach den Plänen des Baumeisters Josef Schöch eine neue Kirche erbaut und 1905 geweiht. 1960 war eine Restaurierung. Von 1970 bis 1972 wurde mit dem Bildenden Künstler Willi Buck die Kirche neu gestaltet. Dabei wurden auch Glasfenster von Willi Buck aus der Stella Matutina in Feldkirch hierher übertragen. 1972 eine Vorhalle angebaut.

## Architektur
Der neuromanische Kirchenbau hat ein Langhaus unter einem Satteldach, ein Querhaus, und einen eingezogenen niedrigeren Chor mit einer Rundapsis. Der Nordturm trägt einen Giebelspitzhelm. Das Langhaus zeigt zweifach abgetreppte Strebepfeiler, das Querhaus zeigt eine Giebelfassade. Das Langhaus, das Querhaus, der Chor und die Westfassade sind mit Rundbogenblendfriesen und Rundbogenfenstern über einem hohen Sockelgesims gegliedert. Die Westfassade hat weiters Wandlisenen und Eckstrebepfeiler. Die Vorhalle ist dreiachsig unter einem Pultdach. Nordseitig am Langhaus ist ein Portal mit einem Vorzeichen. Der Turm ist dreigeschoßig, hat ein Rundbogenblendfries, gekoppelte Rundbogenschallöffnungen und einen flachen Giebelspitzhelm. Südseitig ist am Querhaus und Chor eine zweigeschoßige Sakristei angebaut.